# Primera División 1951 (Argentina)
La Primera División 1951 è stata la ventunesima edizione del massimo torneo calcistico argentino e la ventunesima ad essere disputata con la formula del girone unico.

## Classifica
| Pos | Club                        | G  | V  | N  | S  | GF | GS | P  |
| 1   | Racing Club de Avellaneda   | 32 | 16 | 12 | 4  | 60 | 37 | 44 |
| 2   | Banfield                    | 32 | 17 | 10 | 5  | 63 | 33 | 44 |
| 3   | River Plate                 | 32 | 16 | 11 | 5  | 69 | 42 | 43 |
| 4   | Independiente               | 32 | 16 | 7  | 9  | 74 | 51 | 39 |
| 5   | Lanús                       | 32 | 14 | 9  | 9  | 62 | 49 | 37 |
| 6   | Boca Juniors                | 32 | 11 | 13 | 8  | 46 | 38 | 35 |
| 6   | San Lorenzo de Almagro      | 32 | 13 | 9  | 10 | 46 | 41 | 35 |
| 8   | Chacarita Juniors           | 32 | 12 | 9  | 11 | 58 | 55 | 33 |
| 8   | Vélez Sársfield             | 32 | 10 | 13 | 9  | 57 | 58 | 33 |
| 10  | Estudiantes de La Plata     | 32 | 11 | 7  | 14 | 65 | 55 | 29 |
| 11  | Newell's Old Boys           | 32 | 10 | 8  | 14 | 40 | 58 | 28 |
| 12  | Ferro Carril Oeste          | 32 | 8  | 11 | 13 | 50 | 55 | 27 |
| 13  | Platense                    | 32 | 9  | 7  | 16 | 51 | 64 | 25 |
| 14  | Huracán                     | 32 | 6  | 12 | 14 | 44 | 59 | 24 |
| 14  | Atlanta                     | 32 | 8  | 8  | 16 | 46 | 79 | 24 |
| 16  | Quilmes                     | 32 | 7  | 9  | 16 | 52 | 79 | 23 |
| 17  | Gimnasia y Esgrima La Plata | 32 | 4  | 13 | 15 | 41 | 71 | 21 |

### Spareggio per il titolo
| Arbitro: | Wilbraham |

| |            | |
| Graneros P Ferretti D Bagnato D Capparelli C Mouriño C D'Angelo C Converti A Sánchez Lage A Albella A Moreno A Huarte A | Formazioni | P Grisetti D García D García Pérez C Giménez C Rastelli C Gutiérrez A Boyé A Cupo A Blanco A Simes A Sued |
| Zurdo | Allenatori | Stábile                                                                                                   |

| Arbitro: | Cross |

| |            | |
| | Marcatori  | 46’ Boyé                                                                                                  |
| Graneros P Ferretti D Bagnato D Capparelli C Mouriño C D'Angelo C Converti A Sánchez Lage A Albella A Moreno A Tolosa A | Formazioni | P Grisetti D García D García Pérez C Giménez C Rastelli C Gutiérrez A Boyé A Ameal A Bravo A Simes A Sued |
| Zurdo | Allenatori | Stábile                                                                                                   |

### Classifica marcatori
|  | Gol | Marcatore         | Squadra     |  |
|  | --- | ----------------- | ----------- |  |
|  | 22  | Santiago Vernazza | River Plate |  |
|  |     |                   |             |  |